# Charlotte Weitze
Charlotte Weitze (født 12. april 1974 i Kongens Lyngby) er en dansk forfatter, som debuterede i 1996 med novellesamlingen Skifting. Hun har studeret folkloristik på Københavns Universitet.
Hun har i en periode boet i Bakkehusets Gæstebolig, og er især kendt for at skrive magisk realisme.

## Andet
Weitze har også skrevet radioteater for DR; "Tandfeen" (2003) og "Parken" (2006). 
Desuden har Weitze skrevet noveller til diverse antologier. Blandt andet "Fantastiske Fortællinger" fra forlaget Per Kofod, som er lavet i samarbejde med DR.

## Priser
Charlotte har modtaget en række legater, priser og hædersbevisninger. Blandt andet:
- Debutantprisen på BogForum, 1996
- Statens Kunstfonds 3-årige arbejdslegat 1999
- I 2003 blev hun nomineret til den internationale radioteaterpris "Prix Italia"
- Ole Wahls mindelegat 2004
- Årets Frederiksbergtalent 2004
- Harald Kidde og Astrid Ehrencron-Kidde samt Peder Jensen Kjærgaard og hustrus fonds hæderslegat 2021  Nomineret til Weekendavisens Litteraturpris 2022 Nomineret til DR Romanprisen 2022